# Herbert James Gunn

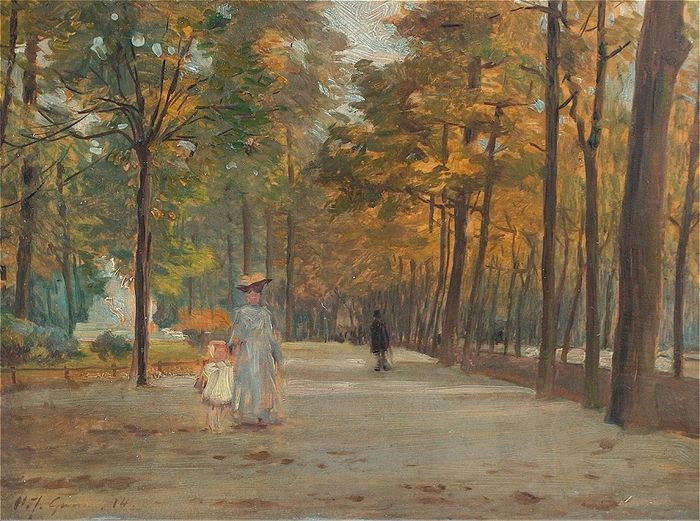
Herbert James Gunn: At the Park (1914)

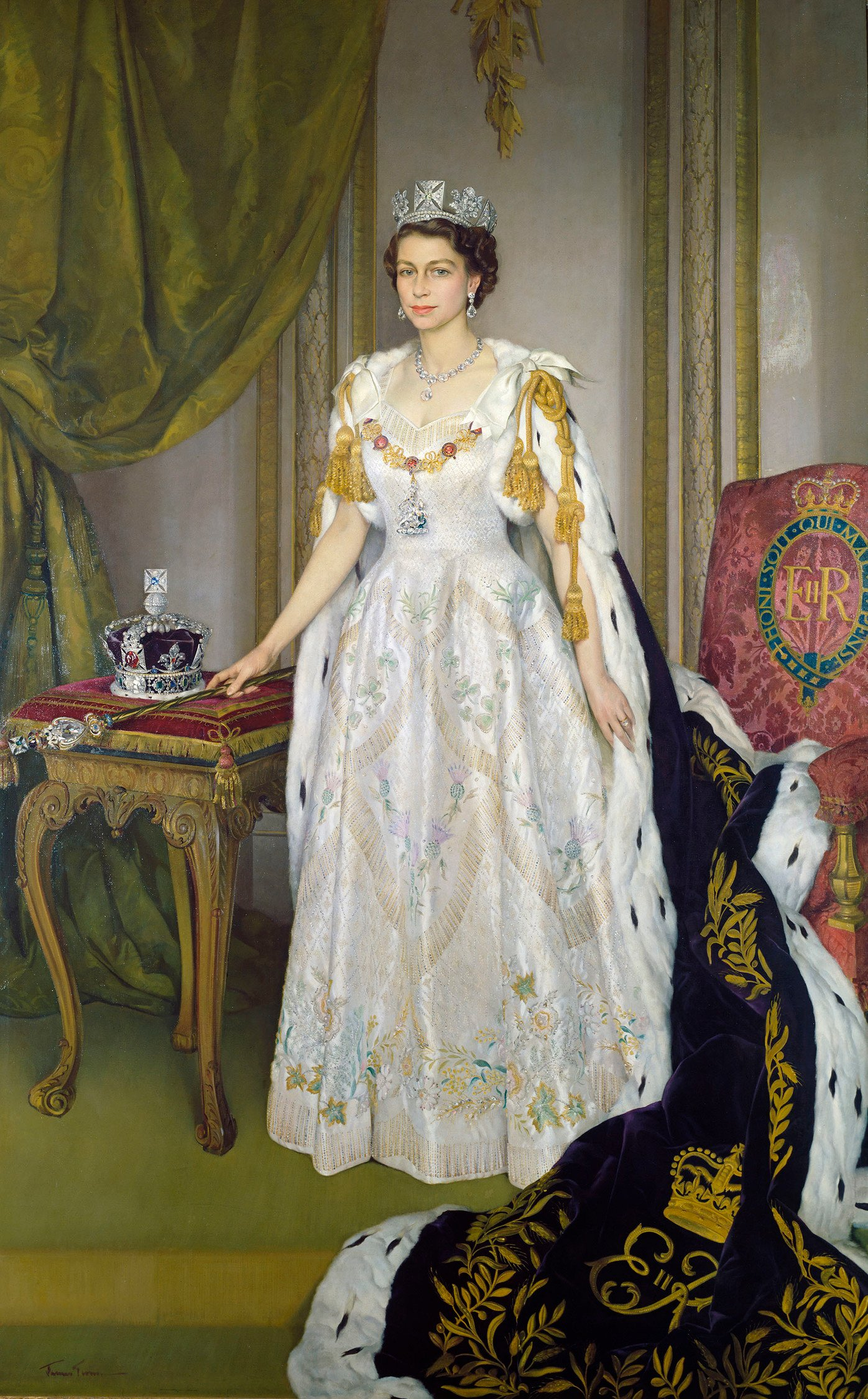
Queen Elizabeth II in Coronation Robes (1953)

Herbert James Gunn RA (* 30. Juni 1893 in Glasgow; † 30. Dezember 1964 in London) war ein schottischer Porträt- und Landschaftsmaler.

## Leben
Herbert James Gunn wurde als Sohn des Stoffhändlers Richard Gunn und dessen Frau Thomasina Munro in Glasgow geboren. Da sein künstlerisches Talent schon früh entdeckt wurde, erhielt er bereits als Fünfjähriger regelmäßig Zeichenunterricht von dem Maler Alexander Brownlie Docharty, welcher mit der Familie befreundet war.
Nach dem Beginn seines Studiums im Jahre 1909 an der Glasgow School of Art wechselte er im darauffolgenden Jahr aufgrund eines Streites mit dem Direktor der Kunsthochschule an das Edinburgh College of Art, wo er durch Frank Morley Fletcher unterrichtet wurde. In den Jahren 1911 und 1912 schloss er seine Ausbildung bei dem französischen Maler und Bildhauer Jean-Paul Laurens an der Académie Julian in Paris ab.
Als der Erste Weltkrieg ausbrach, kehrte er nach Großbritannien zurück und meldete sich freiwillig bei den Artists Rifles. Er wurde dem 10th Scottish Rifles zugeteilt. Seine Einsätze führten ihn wieder zurück nach Frankreich. Selbst hier führte er seine Malutensilien mit sich, was durch sein Ölgemälde The Eve of the Battle of the Somme, welches am Vorabend des großen Angriffs der Briten auf die Stellungen der Deutschen an der Somme am 1. Juli 1916 entstand, belegt ist.
1919 heiratet er Gwendoline Charlotte Thorne. Das Paar ließ sich 1920 in London nieder. Aus der Ehe, welche bereits 1927 wieder geschieden wurde, gingen drei Töchter hervor.
Bereits 1929 heiratete Gunn erneut. Im selben Jahr wandte er sich nahezu ausschließlich der Porträtmalerei zu, worin ihn seine zweite Frau, Pauline Miller, als Modell für mehrere elegante Bildnisse, unterstützte. Lediglich als „Privatvergnügen“ fertigte er nebenbei noch Landschaftsbilder, Stillleben und Figurenstudien an.
Seine Porträts sind durch eine realistische Malweise gekennzeichnet, welche sich während seiner gesamten künstlerischen Laufbahn kaum veränderte. Bildnisse von Personen der gesellschaftlichen Oberschicht sowie der Aristokratie fallen zumeist durch ihre kühlere Farbigkeit und offizielle Porträts durch ein besonderes Auge für Details auf. Eine Besonderheit stellen zudem seine mehrfigurigen Porträts, die sogenannten Konversationsstücke, dar.
1935 trat er dem Garrick Club, dem Athenaeum Club und dem Chelsea Arts Club bei. Zehn Jahre später wurde er zudem in die Royal Society of Portrait Painters aufgenommen.
Nachdem er bereits in den 1940ern ein Porträt von König George VI. und seiner Gattin Elizabeth sowie ein Konversationsstück des Herrscherpaares mit seinen beiden Töchtern angefertigt hatte, wurde Gunn 1953 die Ehre zuteil, das offizielle Staatsporträt von Königin Elizabeth II. im Krönungsmantel sowie ein weiteres offizielles Porträt der Königin für das Hauptquartier des Royal Regiment of Artillery zu malen. Im Jahre 1963, ein Jahr vor seinem Tod, erhielt er von Königin Elizabeth den Ritterschlag.
Seine zahlreichen Porträts und Landschaften finden sich neben der Scottish National Portrait Gallery in Edinburgh auch bei der Scottish Modern Arts Association in Glasgow, am Wadham College in Oxford, sowie im Metropolitan Museum of Art in New York.

## Werke (Auswahl)
- The Eve of the Battle of the Somme (1916) (The Fleming Collection, London)
- Conversation Piece: Hilaire Belloc, G. K. Chesterton and Maurice Baring (1932) (National Portrait Gallery, London)
- Pauline in the Yellow Dress (1944) (Harris Museum and AG, Preston)
- Queen Elizabeth II in Coronation Robes (1953) (Royal Collection, London)